# 谢尔顿 (康涅狄格州)
謝爾頓（英語：Shelton）是美國康乃狄克州費爾菲爾德縣的一個城市。面積82.6平方公里。根據美國2010年人口普查，人口39,559。
1798年建鎮（自肯丁頓鎮分出）。1915年設市。1919年合併了肯丁頓鎮。